# Paso de la Cumbre

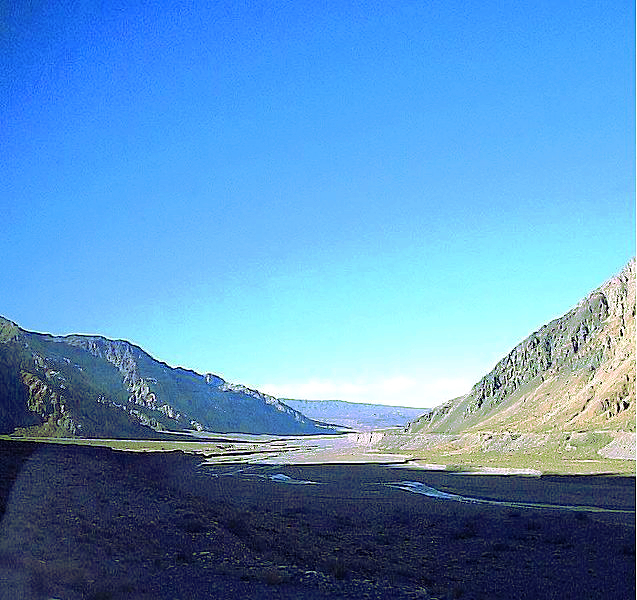
Paso de la Cumbre

Paso de la Cumbre (Uspallata, Paso de Bermejo) – przełęcz w Andach położona na granicy Argentyny i Chile, na wysokości 3832 m n.p.m. Przez przełęcz przebiega transandyjska linia kolejowa (funkcjonowała w latach 1910–1982). Przez przełęcz przebiega droga Mendoza–Valparaíso.